# Friedrich-Fröbel-Haus (Berlin)

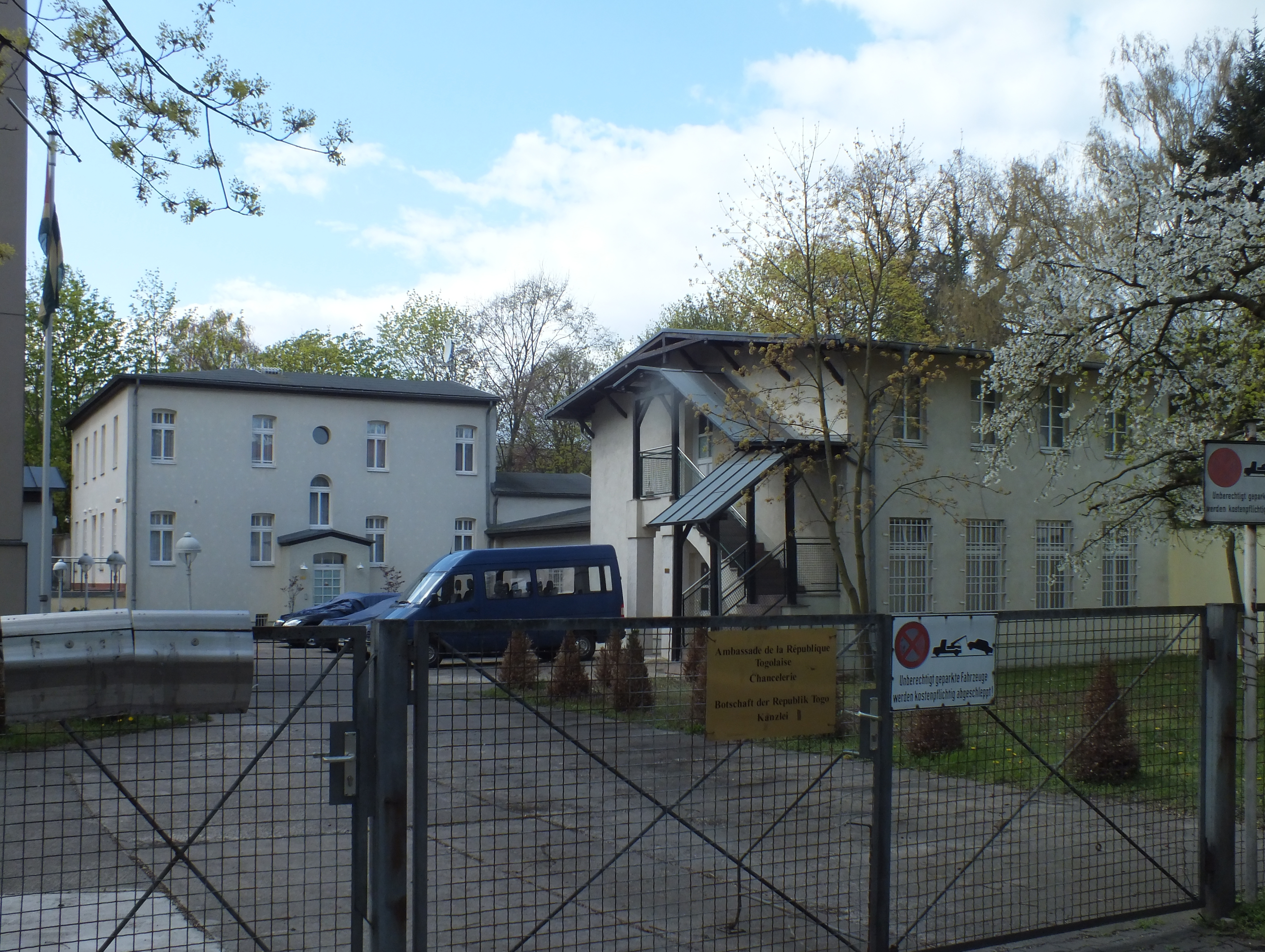
Haus Grabbeallee 43a mit abwechslungsreicher Geschichte

Das Friedrich-Fröbel-Haus ist ein Gebäudekomplex, in dem der Berliner Fröbel-Verein im beginnenden 20. Jahrhundert eine ebenso benannte Lehreinrichtung unterhielt. Es befand sich im damaligen Pankower Ortsteil Niederschönhausen und bildete Kindergärtnerinnen aus, die nach den Fröbelschen Prinzipien arbeiten sollten.

## Geschichte

### Fröbel-Vereine ab dem 19. Jahrhundert

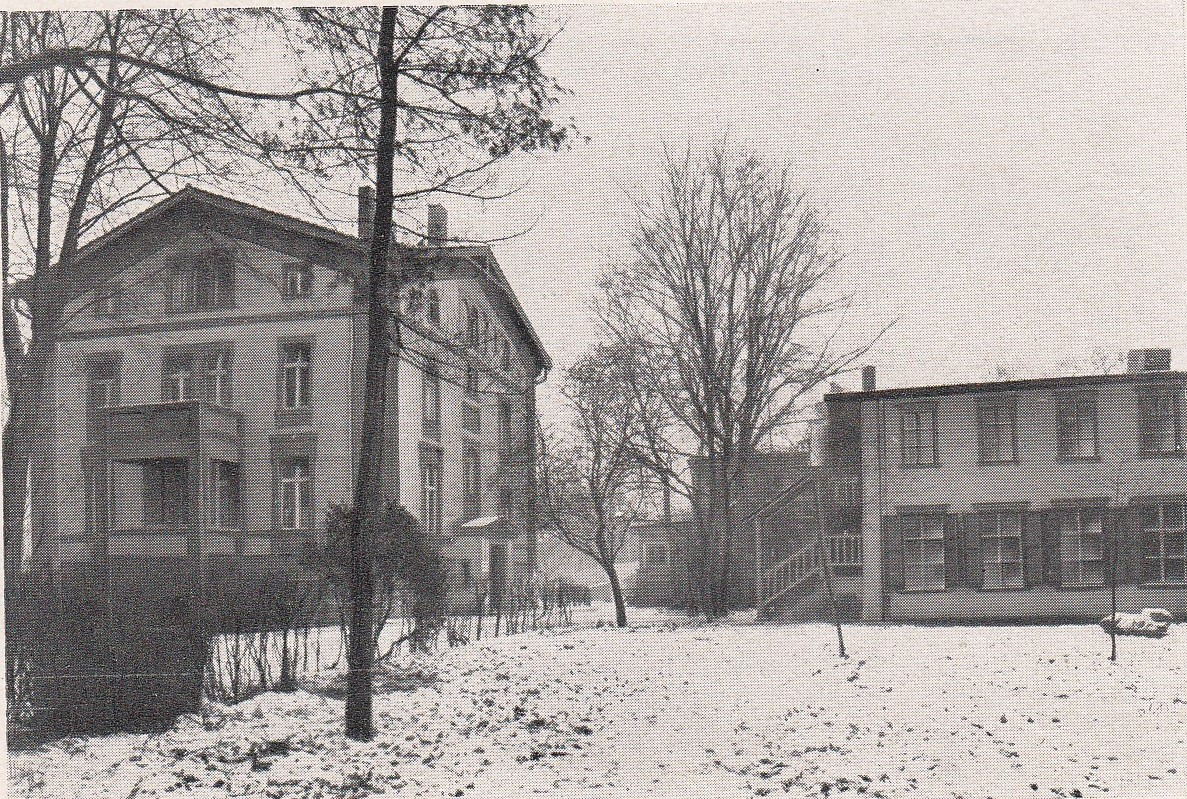
Ansicht des Friedrich-Fröbel-Hauses, 1935, archiviert im Ida-Seele-Archiv

In den 1870er Jahren entstanden mit dem gleichzeitigen starken Bevölkerungswachstum in Alt-Berlin und dessen Vororten zahlreiche Vereine, die sich um das soziale Umfeld der Familien kümmerten. Im Jahr 1859 war der Berliner Frauen-Verein zur Förderung der Fröbel’schen Kindergärten entstanden, aus dem schließlich 1874 zusammen mit dem Verein für Familien- und Volkserziehung der Berliner Fröbel-Verein hervorging. Nach den in einem Buch des Jahres 1999 zusammengetragenen Jahresberichten bestand dieser im Jahr 1927 fort.
Sein Ziel war die Verbreitung und Förderung der Fröbelschen Pädagogik, die durch ein System aus Gesang, Beschäftigung und „Spielgaben“ die kindliche Lernfähigkeit verbessern half.
Für die Ausbildung der Erzieherinnen („Heranbildung der für dieselben notwendigen Lehrkräfte“) gründete der Verein als Spezialschule das Fröbel-Haus (auch einfach Fröbel-Schule genannt).
Folgende Einrichtungen gehörten ca. Mitte der 1930er Jahre zum Friedrich Fröbel-Haus, die „der Ertüchtigung der Frau für ihre familiären Aufgaben“ insbesondere im Norden Berlins dienten.
- Schule für Kinderpflege- und Haushaltsgehilfinnen
- Frauenschule
- Kursus zur Vorbereitung für die Aufnahme in die Seminare für Kindergärtnerinnen und Hortnerinnen, Fachschulen für Haushaltspflegerinnen und ähnliche Anstalten (ehem. schulwissenschaftliche Vorprüfung)
- Kindergärtnerinnen- und Hortnerinnenseminar ab Ostern 1933.
- Schülerinnenwohnheim
- Tag- und Nachtheim für Kleinkinder
- Kindergarten
- Hausfrauen- und Mütterschule
- Schulungskurse für weibliche Erwerbslose
- Weiblicher Arbeitsdienst.

Nach dem Ende des Zweiten Weltkriegs, 1945 verboten die Besatzungsmächte alle deutschen Vereine, auch den Fröbel-Verein.

### Ein neuer Fröbel-Verein 1990
Im Jahr 1990 gründete sich die Fröbel-Gruppe und agierte bald deutschlandweit. Sie arbeitet voll in der Tradition der oben beschriebenen ersten Berliner Fröbel-Vereine. In den Großstädten Berlin, Leipzig, Hamburg, Potsdam und den Regionen Lausitz, Frankfurt (Oder), Nordrhein-Westfalen, Schleswig-Holstein, Niedersachsen, Bremen und Bayern gibt es inzwischen wieder Fröbel-Vereine unter dem Dach der Fröbel-Gruppe, die vor allem Fröbel-Kinderkrippen, -Kindergärten und -Horte betreiben (Stand im Frühjahr 2016).

## Friedrich-Fröbel-Haus

### Anfänge
Die Stadt Berlin als Träger des Fröbel-Vereins stellte am Ende des 19. Jahrhunderts für die Ausbildung der Kindergärtnerinnen, Pflegerinnen und Haushaltshilfen entsprechende Immobilien im damaligen Vorort Pankow zur Verfügung, die auf Veranlassung des Magistrats errichtet worden waren. Dazu gehört das in der Lindenstraße 14 (ab 1936 Grabbeallee 43)  errichtete Wohnhaus (mit der neuen Nummer 43a; zwei daneben erbaute Gebäude erhielten die Nummern 43b und 43c).
Als Leiterinnen des Friedrich-Fröbel-Hauses in Berlin-Niederschönhausen zeichneten viele Jahre Frau Russel und Maria Tippelmann (die u. a. 1938 Kleinkinderziehung in der deutschen Familie publizierte) verantwortlich, stellvertretende Leiterin war bis 1938 Maria Krawinkel.
In der NS-Zeit befand sich neben den Fröbel-Häusern (Nummer 43a und 43b) das Amt für Volkswohlfahrt der Ortsgruppe der NSDAP (Haus 43b).

### Ausbildung im Fröbel-Haus zwischen 1945 und 1949

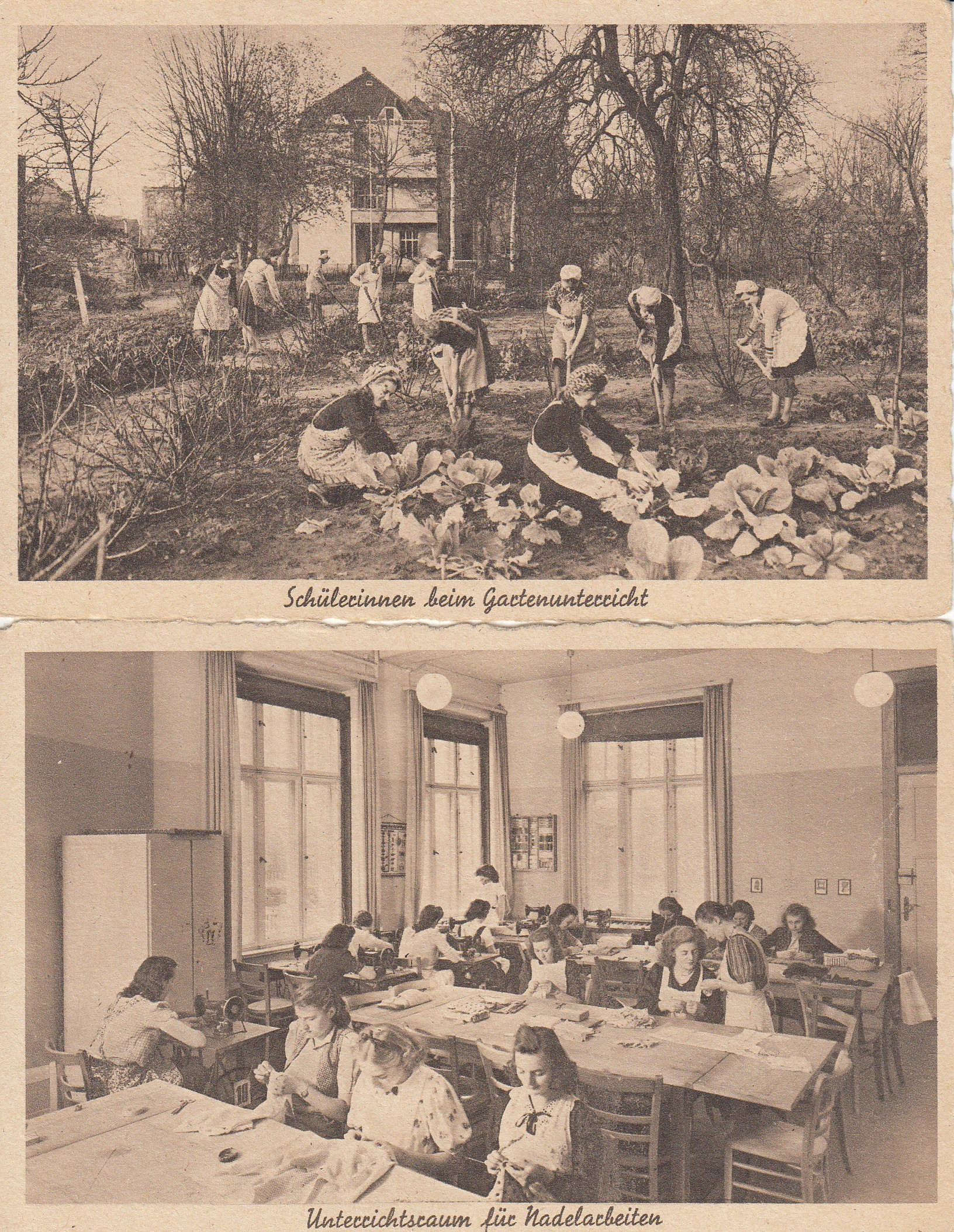
Unterrichtsstunden im Friedrich-Fröbel-Haus um 1948, archiviert im Ida-Seele-Archiv

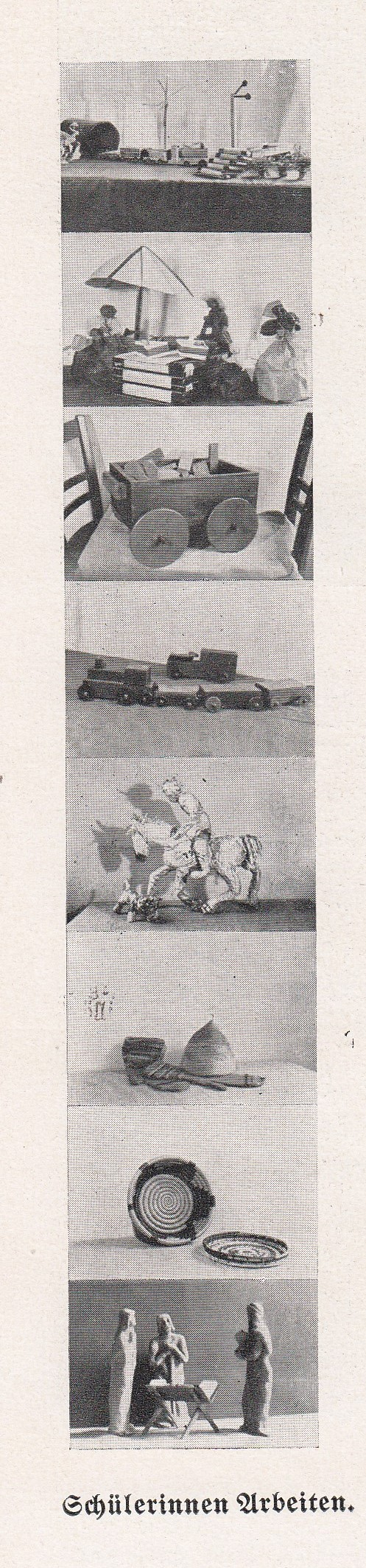
Schülerinnenarbeiten, archiviert im Ida-Seele-Archiv

Nach dem Verbot des Fröbel-Vereins ab Mai 1945 war die Ausbildung von Erzieherinnen besonders dringend erforderlich, um die Heranwachsenden frei von der NS-Ideologie unterrichten zu können. Da in dieser Zeit nach Kriegsende noch keine regelmäßigen Tageszeitungen erschienen, druckte die sowjetische Besatzungsmacht (SMAD) ihre Zeitung Tägliche Rundschau und veröffentlichte sie als Aushänge in den Berliner Straßen, beispielsweise in Schaukästen von Kinos. So erhielt die deutsche Bevölkerung alle wichtigen Informationen. Eines Tages wurde auf diesem Wege mitgeteilt, dass das Fröbel-Haus im September 1945 wieder eröffnet wird und Kindergärtnerinnen ausbildet. Dort begannen dann zur gleichen Zeit eine zweijährige und eine dreijährige Ausbildung, die Dreijahreskurse wurden danach zur Regel.
Mit den Bewerberinnen wurden Klassen gebildet, die je nach ihrem vorherigen Ausbildungsstand (mittlere Reife oder höher und Praxiserfahrung in der Haushaltung oder nicht) entweder dem zweijährigen oder dem dreijährigen Kurs zugeteilt wurden. Auf dem Lehrplan des Seminars standen die Fächer (kleine Auswahl):
- Erziehungslehre, Berufskunde, Naturkunde, Jugendwohlfahrtskunde, Gegenwartskunde, Gesundheitslehre sowie
- Kinderbeschäftigung (mit Gymnastik, Turnen, Singen, Zeichnen und Basteln), Werkarbeit und Handarbeit.

Weil es 1945/1946 noch keinerlei „neue“ Lehrbücher gab, verwendeten die Ausbilderinnen eigene möglichst neutrale Unterlagen – beispielsweise Veröffentlichungen von William Stern – und schrieben die Inhalte an die Tafel. Die Schülerinnen schrieben alles ab und schufen sich damit eigenes Lehrmaterial. Ein schönes Beispiel aus einem handgemachten Lehrheft „Basteln“ zeigt die folgende Abbildung:

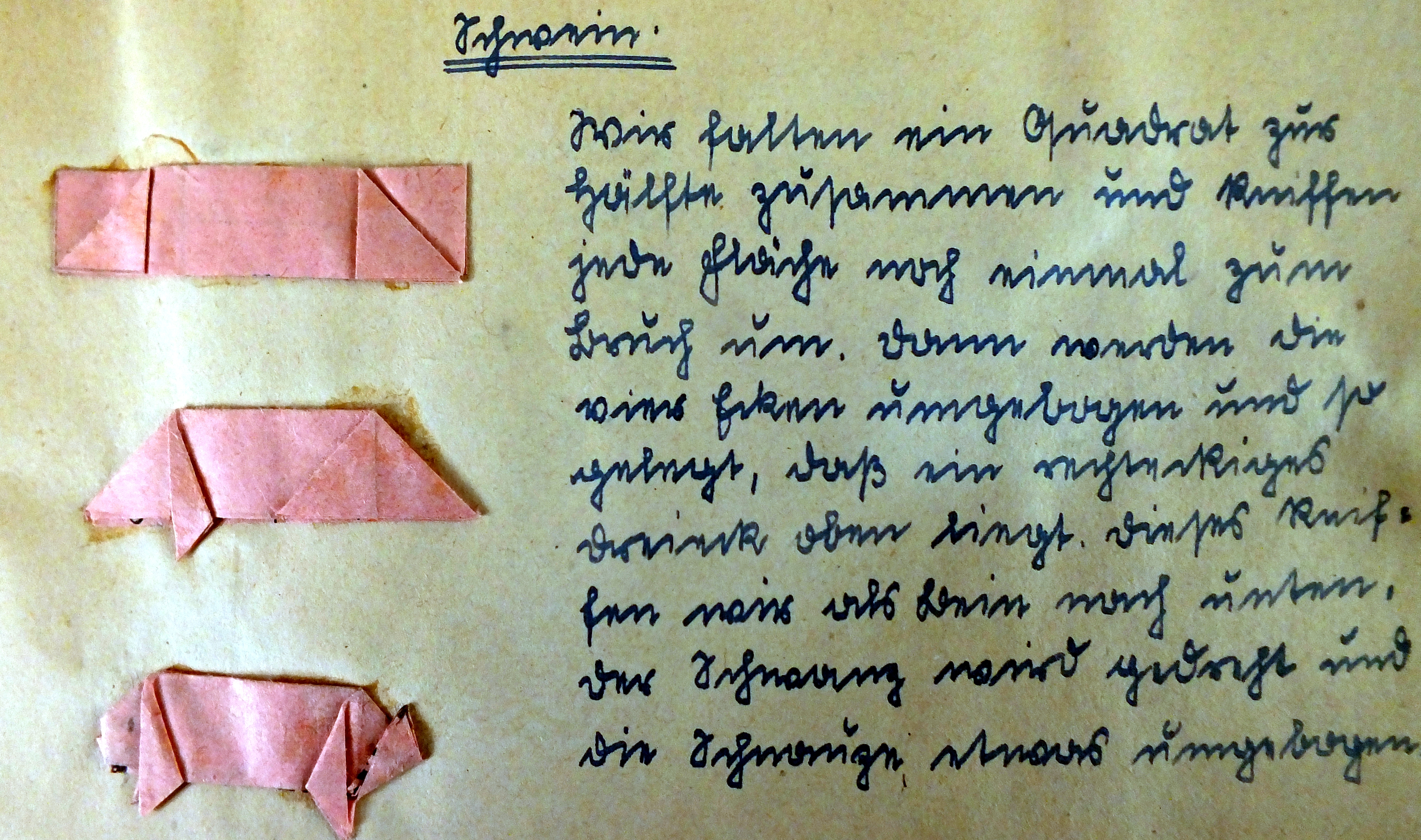
Anleitung und Muster für die Faltarbeit „Schwein“

Eine am Friedrich-Fröbel-Haus in dieser Nachkriegszeit tätige Lehrerin für Psychologie und Pädagogik war Käthe Draeger.
Die SMAD hatte das Villen-Viertel in dieser Gegend als Wohnort für ihre Offiziere und deren Familien beschlagnahmt. Ihnen wurde freigestellt, welches Gebäude als Schule für ihre Kinder dienen sollte. Die Wahl fiel auf das Friedrich-Fröbel-Haus. Deshalb mussten die angehenden Kindergärtnerinnen im Herbst 1946 das Haus in der Grabbeallee verlassen und erhielten von der Bezirksverwaltung Pankow den Gebäudeflügel einer Schule mit Zugang von der Wollankstraße (das spätere Carl-von-Ossietzky-Gymnasium; nahe dem Rathaus Pankow) zugeteilt. Dort konnten sie ihre „Befähigung als Kindergärtnerin und Hortnerin“ bis zum März 1948 unter Nutzung der Fröbelschen Prinzipien erwerben. – Das Mädchenheim Siloah, das sich ebenfalls in der Grabbeallee befunden hatte, konnte bestehen bleiben. Dort führten die Fröbel-Schüler auch gelegentlich Veranstaltungen durch.
Auf dem meist längeren und beschwerlichen Schulweg von der Wohnung zur Ausbildungsstätte und beim gemeinsamen Lernen und Projektieren kamen sich die zukünftigen Kindergärtnerinnen näher und es entstanden teilweise Freundschaften, die über Jahrzehnte hielten.

### Fröbel-Schule zwischen 1950 und 1990
Das frühere Friedrich-Fröbel-Haus in der Grabbeallee verlor mit der Umquartierung der Ausbildungseinrichtung seinen Namen, diente bis Mitte der 1950er Jahre als Schule für die Offizierskinder. Nach der Freigabe durch die Besatzungsmacht Mitte der 1950er Jahre wurde daraus die Berufsschule Niederschönhausen (keine genauere Angabe der Fachrichtung). Laut Amtlichem Fernsprechbuch des Jahres 1965 war die Schule nicht mehr in der Grabbeallee zu finden.
Anschließend unterhielt die Pankower Bezirksverwaltung des Ost-Berliner Magistrats in den Gebäuden eine „Berufshilfsschule“ bis nach der Wende.
Der Schulflügel in der Wollankstraße war bis zu einem weiteren Umzug in den 1950er Jahren das Fröbel-Haus und gehörte nicht zur kommunalen Schule.
Die Pädagogische Schule für Kindergärtnerinnen „Friedrich Fröbel“ nutzte ab den 1970er Jahren das historische Schulgebäude der ehemaligen 89. und 96. Gemeindeschule in der Schwedter Straße 232–234 (Prenzlauer Berg) und zusätzlich auch ein Schulhaus in der Ludwig-Renn-Straße 5 (Marzahn).
Nach 1990 wurde die „alte“ Fröbel-Schule abgewickelt.
Als neue Nutzer für das Schulgebäude in der Schwedter Straße fanden sich unter anderem der Landessportbund, ein Sportverein und die Einrichtung Kinderring e. V.

### Die Häuser in der Grabbeallee nach 1990
Nach der deutschen Wiedervereinigung und dem Bonn-Berlin-Gesetz von 1993 erwarb die Republik Togo die komplette Immobilie in der Grabbeallee 43 und richtete darin ihre Botschaft ein. Die früher nach a, b und c gesondert geführten Gebäude befinden sich seitdem alle unter einer Adresse.
Ein Gebäude der drei Genannten steht seit den späten 1990er Jahren unter Denkmalschutz. Zu dessen konkreter Baugeschichte ist nichts bekannt.

## In der Umgebung des ehemaligen Fröbel-Hauses in der Grabbeallee
Vor 1936, als der Verkehrsweg noch Lindenstraße hieß, erfolgte die Nummerierung der Parzellen bzw. Häuser in Hufeisenform von Nordwest (Nummer 1) bis Nummer 26b im Südwesten und zurück nach Nordost (Nummer 50).
- Unter Lindenstraße 14/15a gab es in den 1920er Jahren Habels Brauerei.[17]
- Die Fröbel-Schule besaß in dieser Zeit die Nummer 14b.[17] Ein Fröbel-Verein wurde nicht ausgewiesen.

Nach der Umbenennung der Straße und Umnummerierung der Parzellen/Häuser – nun nach dem Berliner Prinzip Ostseite gerade Nummerierung, Westseite ungerade Nummern – im Jahr 1936 befanden oder befinden sich in der Grabbeallee folgende erwähnenswerte Einrichtungen:
- Nr. 2–12 (vorher Lindenstraße 27):
 Evangelisches Diakonissenhaus Teltow-Berlin sowie Mädchenheim Siloah.
Nach 1950 hieß die Einrichtung Evangelische Wohnstätten Siloah und besaß ein Heim für 25 Geistesbehinderte, das 1988 in einem umgebauten Gebäude auf dem Areal eröffnet worden war.[18]
- Nr. 15:
 Anwaltskanzlei, Immobilienvermarkter und Verlag Neue Musik GmbH[19][20]
- Nr. 33:
 Kurt-Lade-Klub, ein bereits in der DDR-Zeit in den 1980er Jahren in einer historischen Villa eingerichteter Jugendklub, der auch weiterhin vom Bezirksamt finanziell gefördert wird.[21] Er ist nach dem deutschen Widerstandskämpfer und Grafiker Kurt Lade (1905–1973) benannt.[22]
- Nr. 51–53:
 Das Gebäude entstand 1880 als Ausflugslokal Schloss Schönhausen für den Gastronomen August Lehder. Im Jahr 1892 kam ein großer Ballsaal als Anbau hinzu und der Komplex wurde zum Ballhaus Pankow. In der NS-Zeit, 1933 musste der Gaststättenbetrieb eingestellt werden. Wegen anschließender Erbstreitigkeiten stellte die Städtische Behörde das Haus unter Zwangsverwaltung, es diente in den folgenden Jahren bis zur Wende 1989 als Werkstatt, Fabrik (unter anderem Fleming & Co.; warb im Jahr 1965 mit dem Hinweis „Älteste Spezialfabrik für Vulkanierapparate“[23]) und Lagerhalle. Ein neuer Eigentümer trat 1993 auf den Plan und ließ den Baukomplex bis 1995 für ca. fünf Mio. Euro restaurieren. Es steht seitdem wieder für Veranstaltungen bis zu 460 Gäste zur Verfügung.[24]
- Schönholzer Brücke über den Fluss Panke
- Bürgerpark Pankow

## Weitere Ausbildungsstätten des Fröbel-Vereins in Berlin im 20. Jahrhundert
In der Kaiserin-Augusta-Straße 37 (ab 1950 Tschaikowskistraße), ebenfalls in Pankow-Niederschönhausen, betrieb der Fröbel-Verein die Schule für Kinderpflege und Haushaltshilfe.
Im ehemaligen Vorort Weißensee gab es in der Berliner Allee 228 Anfang des 20. Jahrhunderts auch eine entsprechende Schule.
In Berlin-Schöneberg hatte sich bereits 1873 eine Einrichtung etabliert, die ein sehr ähnliches Anliegen verfolgte, Pestalozzi-Fröbel-Haus genannt wird, allerdings nicht dem Fröbel-Verein zuzuordnen, sondern eine Stiftung öffentlichen Rechts ist.
In Berlin-Charlottenburg, Bismarckstraße 20, gab es 1977 die Staatliche Fachschule für Erzieher Berlin - Berufsfachschule für Erzieher (Friedrich-Fröbel-Haus).